# Ангелы революции
«А́нгелы револю́ции» — российская драма режиссёра Алексея Федорченко по мотивам прозы Дениса Осокина, основанная на реальных событиях в приобской тайге 30-х годов.
Премьерный показ фильма состоялся на кинофестивале в Риме. Российская премьера — 8 июня 2015 года в рамках конкурсной программы 26-го российского кинофестиваля «Кинотавр», где картина получила приз «За лучшую режиссуру» и приз гильдии киноведов и кинокритиков «Слон».

## Сюжет
Историческим фоном является подлинный конфликт, когда спецпереселенцы притесняли коренных жителей тайги, насильно проводя директивы советской власти. Нововведения и ломка языческих традиций стали причиной вооружённого Казымского восстания — кульминации картины.

…мне рассказали о своем деде, князе Молданове, который был одним из организаторов восстания казымских народов — хантов и лесных ненцев — против советской власти в начале 30-х годов под предводительством шаманов.
 Мне это так понравилось. Показалось очень необычным, ведь это фактически фэнтези, только основанное на реальных событиях. Я стал собирать материал и проработал над сценарием восемь лет с перерывами.
— Алексей Федорченко, «Южноуральская панорама», 2016

Каждый герой фильма имеет одного-двух исторических прототипов, которые участвовали в этих трагических событиях. Единственное, что придумано, — это их отношение к русскому авангарду, каждый из них художник, театральный или кинорежиссёр, архитектор.
 Там есть и прототип Сергея Эйзенштейна, есть Дзига Вертов, есть композитор Авраамов, который писал музыку для городов, в его произведениях инструментами выступали заводы, фабрики, сирены на самолётах, гудки пароходов…
— Алексей Федорченко, «Новая газета», 2016

## В ролях
- Дарья Екамасова — Полина-Революция, руководитель отряда
- Олег Ягодин — Иван, музыкант
- Константин Балакирев — Николай, архитектор-конструктивист
- Павел Басов — Пётр, режиссёр кино
- Георгий Иобадзе — Захар, фотограф
- Алексей Солончёв — Смирнов, театральный режиссёр
- Владимир Кабалин — дед Николая
- Полина Ауг — Анна
- Ирина Ермолова — мама Анны
- Тамара Зимина — бабушка Николая
- Василина Маковцева — офицер НКВД
- Сергей Колесов — натурщик
- Алиса Кравцова — Лиза
- Сергей Фёдоров — часовой
- Ярослава Пулинович — ангел
- Екатерина Соколова — учительница

## Съёмочная группа
- Режиссёр: Алексей Федорченко
- Сценарий: Алексей Федорченко, Денис Осокин, Олег Лоевский
- Продюсеры: Дмитрий Воробьёв, Алексей Федорченко, Леонид Лебедев
- Оператор: Шандор Беркеши
- Художники: Алексей Федорченко, Артём Хабибулин
- Художник по костюмам: Ольга Гусак